# Дисциплинованост
Дисциплинованост је карактерна особина, или развијена, навиком формирана склоност особе да се придржава радних правила и норми понашања. То је једна од такозваних „пруских врлина“. Уско повезан са психолошким концептом самоконтроле.
Учитељ А. С. Макаренко је говорио о дисциплини на следећи начин: „Увек одржавајте дисциплину, радите оно што је непријатно, али се мора учинити - ово је висока дисциплина".
Дисциплинованост је спремност за извођење и способност субјекта (носиоца дисциплине) да се придржава дисциплинских услова.
Самодисциплина се састоји од способности саморегулације—способности да се превазиђу негативне емоције које ометају завршетак задатка, способности да се превазиђе парализа доношења одлука и способности да изађете ван своје зоне удобности.